# 張瀾 (弘治進士)
張瀾（1471年—1517年），字道夫，河南河南府洛陽縣人，明朝政治人物。

## 生平
弘治八年（1495年）乙卯科河南鄉試第五十七名舉人，弘治十五年（1502年）中式壬戌科會試第八十九名，二甲第八十名進士。授刑部湖廣司主事，遷員外郎、郎中。正德四年（1509年）出任陝西僉事，遷陝西參議，升陝西副使、兵備環慶。九年（1514年）遷山東參政，十一年（1516年）擢江西按察使。擬巡撫寧夏，未任卒。

## 家族
曾祖張源；祖父張從政；父張琮，烏程縣丞。前母胡氏；生母王氏。慈侍下。兄溏；澄（贡士）。子張斗南、張圖南。
兄張澄（1469年-1515年），字憲夫，弘治五年（1492年）壬子科舉人，十五年（1502年）授潁上縣知縣，調盱眙縣知縣，徵為戶部浙江司主事，承管通泰二倉京儲，三年考滿，以病致仕。